# Борис Праунспергер
Борислав «Борис» Праунспергер (сербохорв. Borislav Praunsperger, 19 листопада 1907, Загреб — 11 серпня 1978, там само) — югославський футболіст, що грав на позиції нападника.
Виступав за клуб «Конкордія» (Загреб), а також національну збірну Югославії. Дворазовий чемпіон Югославії. 

## Клубна кар'єра
Виступав у складі загребського клубу «Конкордія» з 1926 по 1933 рік. Виступав на позиції лівого крайнього нападника. В 1930 році виграв з командою перший в її історії титул чемпіона Югославії. Для потрапляння до фінального турніру клуб посів друге місце у  чемпіонаті Загреба, а потім у кваліфікації переміг «Ілірію» з Любляни. У фінальній шістці «Конкордія» набрала 15 очок, на два випередивши «Югославію» і «Хайдук». На рахунку Бориса 9 матчів і 3 голи у фінальному турнірі і два матчі в кваліфікації.
У 1931 році став з командою срібним призером чемпіонату, зігравши у фінальному турнірі матчів. 
В 1932 році вдруге став чемпіоном країни. Зіграв у фінальному турнірі лише один матч у чвертьфіналі проти «Вікторії» (Загреб) (3:0), у якому відзначився забитим голом.
Був членом і тренером плавального клубу «Конкордії», Загребського плавального клубу та АСД Младость (Загреб). Також відомий як меценат, який власноруч побудував басейн у Сомборі, брав участь у будівництві плавального басейну на правому березі Сави у Загребі та легкоатлетичної траси АСД «Младость» (1946). Перший президент окружного комітету з гімнастики в Загребі (1945–47).
Помер у Загребі 11 серпня 1978 року.
| Дата       | Місто | Господарі | Результат | Гості     | Турнір            | Голи | Примітки |
| ---------- | ----- | --------- | --------- | --------- | ----------------- | ---- | -------- |
| 16.11.1930 | Софія | Болгарія  | 0 – 3     | Югославія | Балканський кубок | 1    |          |
| Усього     |       | Матчів    | 1         |           | Голів             | 1    |          |

## Титули і досягнення
- Чемпіон Югославії (2):

«Конкордія»: 1930, 1932
- Срібний призер чемпіонату Югославії (1):

«Конкордія»: 1931